# Alpheus lutosus
Alpheus lutosus is een garnalensoort uit de familie van de Alpheidae. De wetenschappelijke naam van de soort is voor het eerst geldig gepubliceerd in 2009 door Anker & De Grave.